# Luigi Amato (generale)
Luigi Amato (Molfetta, 1º agosto 1883 – Molfetta, 10 marzo 1964) è stato un generale italiano, veterano della guerra italo-turca, e della prima guerra mondiale. Si distinse particolarmente durante le operazioni di riconquista della Libia, durate dal 1922 al 1931, e poi nella repressione della guerriglia etiope in Africa Orientale Italiana. Durante il corso della seconda guerra mondiale fu comandante della 209ª Divisione costiera. Decorato con la Croce di Cavaliere dell'Ordine Militare di Savoia, quattro Medaglie d'argento e una di bronzo al valor militare. Fu sindaco di Molfetta dal 14 giugno 1949 al 23 marzo 1950.

## Biografia
Nacque a Molfetta il 1º agosto 1883, figlio di Pantaleo e di Susanna Altomare. Conseguì la maturità classica presso il Liceo della sua città natale, e arruolatosi nel Regio Esercito fu ammesso a frequentare la Regia Accademia Militare di Fanteria e Cavalleria di Modena, uscendone nel 1905 con il grado di sottotenente assegnato all'arma di fanteria. Prese parte alle operazioni di soccorso alle popolazioni colpite dal terremoto di Messina del 1908. Nel 1911-1912 partecipò alla guerra italo-turca combattendo in Libia e nella operazioni di occupazione delle isole del Dodecaneso.
Durante la prima guerra mondiale si distinse in combattimento sul Monte Sober a Vertoiba (Gorizia), venendo promosso da capitano a maggiore per merito di guerra, decorato con la prima Medaglia d'argento al valor militare, e insignito dallo Zar Nicola II della Croce di Cavaliere dell'Ordine di San Stanislao. Dopo la fine del primo conflitto mondiale partì per la Libia, assegnato al Regio corpo truppe coloniali della Tripolitania, partecipando alle operazioni belliche di riconquista della colonia, venendo decorato di due medaglie d'argento al valor militare. Nel campo della strategia militare, al fine di rendere sicuri e agevoli i percorsi durante le avanzate delle truppe al suo comando, andava personalmente in avanscoperta nel deserto per disegnare carte topografiche, mappe con oasi e pozzi di acqua per eventuali rifornimenti. Fu diretto collaboratore di Amedeo d'Aosta e del generale Rodolfo Graziani nelle fasi della 2ª campagna di Libia, e conquistò i pozzi d’acqua di Bir Tagrift nel Fezzan. Per questo fatto fu insignito dal re Vittorio Emanuele III con la Croce di Cavaliere dell’Ordine Militare di Savoia.
Dopo la fine della operazioni militari in Africa Settentrionale Italiana ricevette l'incarico di gestire l'organizzazione politica, amministrativa e sociale, agevolando lo sviluppo dell'agricoltura, della realizzazione di reti stradali e delle opere idriche. Fu anche nominato Presidente del Tribunale Coloniale della Libia. Nel 1935, rientrato a Molfetta per una breve licenza, sposò Susanna Amato, dalla quale ebbe due figli: Nanda e Alberico. Rientrato in Libia ricevette il comando delle forze di fanteria coloniale della Libia occidentale.
Con il grado di colonnello operò in Africa Orientale Italiana, distinguendosi nelle operazioni di controguerriglia, venendo per questo insignito della quarta Medaglia d'argento al valor militare. 
Rientrato in Patria poco prima dell'entrata in guerra del Regno d'Italia, poi avvenuta il 10 giugno 1940, fu promosso generale di brigata nel giugno 1941, assumendo poi il comando della 209ª Divisione costiera cui era assegnata la difesa della costa da Manfredonia a Brindisi, al fine di prevenire qualsiasi operazione di sbarco nemico. Dopo la firma dell'armistizio dell'8 settembre 1943 rimase fedele al governo del Maresciallo d'Italia Pietro Badoglio. Dopo l'arresto del generale Nicola Bellomo, da parte degli Alleati per presunti crimini di guerra, assunse il comando della Divisione della Piazza di Bari, ricevendo pieni poteri di controllo sull'ordine pubblico, sulla giustizia civile e militare, e sulla pubblica amministrazione. Il 15 dicembre 1943 fu posto in congedo, raggiungendo successivamente il grado di generale di corpo d'armata, e risultando insignito di ventuno decorazioni.
Lasciata la vita militare si diede all'attività politico amministrativa. Nel 1947 divenne Presidente dell'Opera Pia Monte di Pietà e dell'Ospedale Civile di Molfetta. Nel 1949 si candidò alle elezioni amministrative nelle liste della Democrazia Cristiana. Eletto consigliere comunale, fu sindaco di Molfetta dal 14 giugno 1949 al 23 marzo 1950, quando si dimise per un diverbio sorto con il Prefetto di Bari in merito alle modalità di riscossione delle imposte sui consumi.
Si spense improvvisamente a Molfetta il 10 marzo 1964.

### Annotazioni
1. ↑  Successivamente fucilato dagli inglesi.

### Fonti
1. 1 2  Generals.
2. 1 2 3 4 5 6 7  De Trizio 2012, p. 22.
3. 1 2 3 4 5 6 7 8 9 10 11 12 13  Molfetta, il fatto.
4. ↑  Sito web del Quirinale: dettaglio decorato.
5. ↑  Supplemento ordinario alla Gazzetta Ufficiale del Regno d'Italia n.221 del 22 settembre 1937, pag.32.
6. ↑   Bollettino ufficiale delle nomine, promozioni e destinazioni negli ufficiali e sottufficiali del R. esercito italiano e nel personale dell'amministrazione militare, 1935,  p. 4249. URL consultato il 1º marzo 2020.